# Jose Zulueta (politicus)

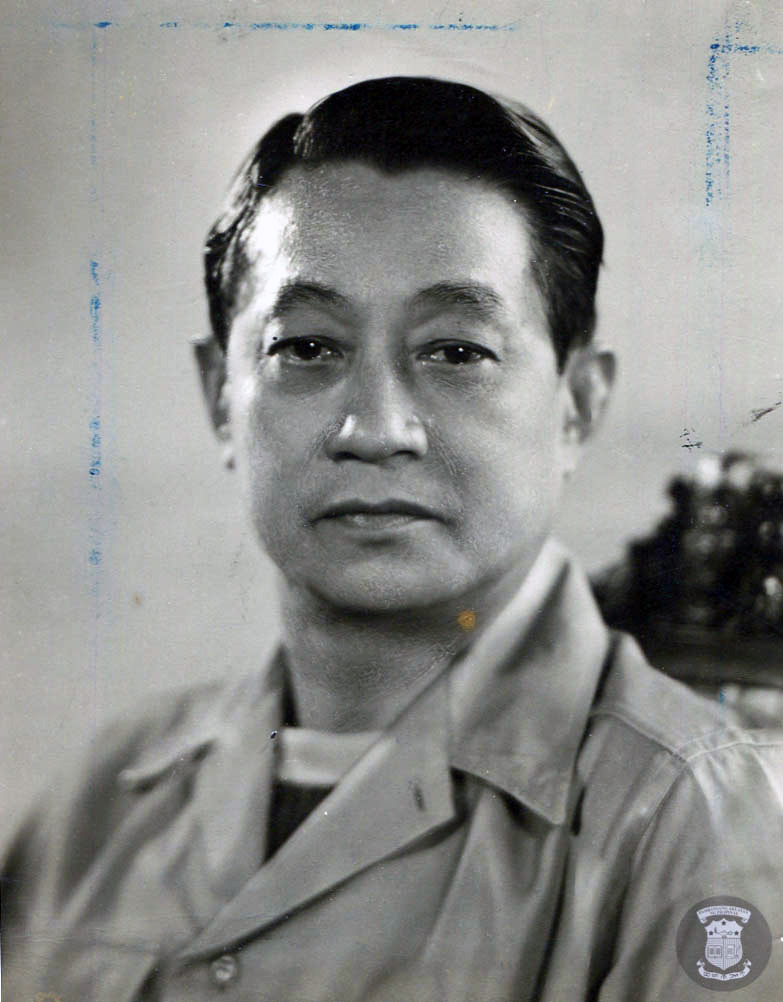
Jose Zulueta

Jose C. Zulueta (Iloilo City, 7 februari 1889 - 6 december 1972) was een Filipijns politicus. Hij was onder meer afgevaardigde, gouverneur van Iloilo en senator. In 1953 was Zulueta een half jaar Voorzitter van de Filipijnse Senaat. 

## Biografie
Jose Zulueta werd geboren op 7 februari 1889 in Molo, Iloilo City en was een zoon van Evaristo Zulueta en Atilana Casten. Zulueta studeerde aan het Ateneo de Manila. In 1911 werd hij aangesteld als stenograaf aan Court of First Instance. Hij studeerde rechten en slaagde in 1916 voor het toelatingsexamen voor de Filipijnse balie (bar exam) en begon een advocatenpraktijk.
In 1928 werd Zueleta gekozen in het Filipijns Huis van Afgevaardigden namens het 1e kiesdistrict van Iloilo. Hij werd diverse malen herkozen, waardoor hij tot 1946 in het Huis zou zitten. Na de Tweede Wereldoorlog werden de Filipijnen onafhankelijk. De nieuwe president Manuel Roxas stelde Zulueta daarop op 4 juni 1946 aan als Minister van Binnenlandse Zaken als opvolger van Rafael Alunan. Zijn termijn tot 1948 werd gekenmerkt door oplopende spanningen met de Hukbalahap. Deze communistische beweging vocht in de oorlog tegen de Japanners en zette nadien de strijd voort tegen de nieuwe Filipijnse regering, die volgens heb veel te veel luisterde naar de Verenigde Staten en te weinig voor het volk deed. Zulueta introduceerde reisbeperkingen voor bewoners van centraal Luzon, die buiten hun eigen plaatsen wilde reizen. Hij stelde zich hard op tegen de Huks. Zo verklaarde hij in 1947 dat ze slechts twee keuzes hadden: overgave of vernietiging. Hij gaf de Philippine Constubalary vrij spel bij operaties tegen de Huks en ook had hij de leiding over diverse pogingen om een vooraanstaande Huk-leiders, zoals Luis Lava, Luis Taruc, Juan Feleo en Jose de Leon over te halen de strijd op te geven. 
Na zijn termijn als minister stelde hij zich in april 1949 met succes kandidaat voor een nieuwe termijn in het Huis van Afgevaardigden. Nog voor het einde van zijn termijn wordt hij ruim twee jaar later bij de verkiezingen van 1951 gekozen in de Filipijnse Senaat. In zijn termijn als senator, die duurde tot 1957, was hij van 30 april 1953 tot 30 november 1953 Voorzitter van de Senaat. In 1959 werd Zulueta gekozen tot gouverneur van zijn geboorteprovincie Iloilo. Later was hij van 1969 tot 1972 nogmaals afgevaardigde namens het eerste kiesdistrict van Iloilo.
Zulueta overleed in 1972 op 83-jarige leeftijd. Hij was getrouwd met Soledad B. Ramos. Een oudere broer van Zulueta, Francisco Zulueta was rechter, senator en minister van binnenlandse zaken in het kabinet van Manuel Quezon in de jaren voor de Tweede Wereldoorlog.